# Bakterier
Bakterier (af græsk βακτήριον baktērion, "lille stav") er éncellede mikroskopiske organismer uden cellekerner eller andre organeller, dvs. at arvemassen i cellen ikke er adskilt fra resten af cellen af en kernemembran. Bakterier (også kaldet eubakterier) regnes til prokaryoterne, dvs. "før kerne", som også omfatter arkæer (tidligere kaldet arkebakterier/urbakterier). De klassificeres i dag som to selvstændige domæner, mens eukaryoterne (éncellede og flercellede organismer med cellekerne) udgør et tredje domæne.
Bakterier kan opdeles i to typer baseret på opbygningen af deres cellemembran – grampositive og gramnegative. De kan have meget forskelligt udseende, runde, stavformede eller spiralformede.
De får deres energi fra vidt forskellige kilder, f.eks. ved nedbrydning af førne (dødt organisk materiale), fotosyntese eller radioaktiv stråling. De udgør et vigtigt led i fødekæder, f.eks. ved kvælstoffiksering fra jordens atmosfære, og udfører vigtige processer i eukaryoters stofskifte.
Studiet af bakterier kaldes for bakteriologi og er en gren inden for mikrobiologien.

## Forekomst
Bakterier (og arkæer) findes i alle økosystemer på jorden, i varme kilder, i radioaktivt affald, i havet, dybt nede i jordskorpen og inde i alle højere organismer. Visse bakterier kan endog leve i ekstrem kulde eller i vacuum. De fleste arter af bakterier er stadig ukendte for videnskaben. Årsagen er, at de fleste bakterier ikke kan fremavles i et laboratorium og derfor er deres vækstforhold ukendte. I gennemsnit findes der 40 millioner bakterier i et gram jord og en million bakterier i en milliliter ferskvand. I alt er der omkring 5×1030 bakterier på jorden, og de udgør en biomasse, der overstiger alle dyr og planter tilsammen.
Skønsvis findes der 10 gange flere bakterier end menneskeceller i et menneske, hvor de fleste celler findes i tarmen eller på huden. Enkelte bakterier kan være sygdomsfremkaldende (patogene), men de fleste er ufarlige. Blandt de symbiotiske bakterier findes adskillige, blandt andet
- Streptococcus faecium
- Endococcus faecium
- Enterococcus bifido

## Bakteriologiens historie
Bakterier blev første gang observeret af Anton van Leeuwenhoek i 1676 igennem et selvlavet mikroskop. Han kaldte dem "animalcules" (latin: små dyr) og offentliggjorde sine observationer i en række breve til The Royal Society. Navnet bakterie blev først indført i 1828 af Christian Gottfried Ehrenberg. I 1835 definerede Ehrenberg Bacterium som en slægt af ikke-sporedannende stavbakterier, modsat Bacillus, der var en slægt af sporedannende stavbakterier.
Louis Pasteur viste i 1859, at gæring (se fermentering) skyldes vækst af mikroorganismer. (Gær og mug, der ofte forbindes med gæring, er dog ikke bakterier, men snarere svampe.) Pasteur og hans samtidige Robert Koch var tidlige fortalere for teorien om, at sygdomme skyldes mikrober.
Robert Koch var en foregangsmand inden for medicinsk mikrobiologi og forskede i kolera, miltbrand og tuberkulose. I sin forskning inden for tuberkulose beviste Koch endelig den mikrobielle årsag til sygdommene og modtog i 1905 Nobel-prisen for opdagelsen. I Kochs postulater opstillede han fire kriterier for, om der er en årsagssammenhæng mellem en mikrobe og en sygdom, og disse postulater anvendes den dag i dag.
Selv om man vidste i det 19. århundrede, at bakterier var skyld i mange sygdomme, kendte man dog ingen effektive antiseptisk behandling. I 1910 udviklede Paul Ehrlich Salvarsan, det første antibiotikum mod bakterien Treponema pallidum — spirokæten der forårsager syfilis. Ehrlich blev belønnet med Nobel-prisen i 1908 for sit arbejde med immunologi og opfandt metoden med farvning til at opdage og identificere bakterier, hvilket blev grundlaget for Gramfarvning og Ziehl-Neelsen-farvning.
Med bakteriologen Alexander Flemings opdagelse af penicillin i 1928 indledtes en betydningsfuld periode med produktion i 1939 af det første antibiotika til hurtig og effektiv behandling af infektioner.
Et vigtigt skridt i bakteriologien var opdagelsen i 1977 af Carl Woese, at arkæer (arkebakterier) er en separat udviklingsgren. Denne nye fylogenetiske systematik baseredes på DNA-sekventeringen of 16S ribosomal RNA og opdelte prokaryoterne i to evolutionære domæner ud af tre domæner.
Efter mange års brug af antibiotika opstår problemet: antibiotikaresistens, dvs tab af følsomhed over for antibiotika, tab af mulighed for at slå bakterierne ned og standse bakterieinfektionerne. Al brug af antibiotika vil medføre et selektionspres, der gør, at de følsomme bakterier dør, og de resistente trives. Udviklingen har medført udbredelsen af multiresistente bakterier som MRSA og CC398, der udgør en stor udfordring for sundhedssektoren. Der pågår i 2012 en diskussion om problemets omfang og løsning.

## Tidlig evolution
Stamfaderen til moderne bakterier var en encellet mikroorganisme, som var de første livsformer på jorden for omkring 4 milliarder år siden. For omkring 3 milliarder år siden var alle organismer mikroskopiske, og bakterier og arkæer var de dominerende livsformer. Der eksisterer fossiler efter bakterier fra omkring 3,5 milliarder år siden, som f.eks. stromatolitter, men de kan ikke anvendes til at rekonstruere bakteriernes evolutionshistorie eller datere tidspunktet for bestemte bakteriers oprindelse på grund af manglende morfologiske kendetegn. Derimod kan man af deres DNA-materiale aflæse den bakterielle afstamning, og dette antyder, at bakterierne først skilte sig ud fra arkæerne/eukaryoternes linje.
Bakterier var også involveret i den anden store evolutionære udskilning mellem arkæer og eukaryoter. Her opstod eukaryoter ved at bakterier trængte ind i stamformerne for de eukaryote celler, der måske selv var beslægtet med arkæerne, og indgik endosymbiotiske forhold som organeller i cellerne. Dette gælder f.eks. mitokondrierne og hydrogenosomerne, der opstod ved at tidlige eukaryoter opslugte en alpha-proteobakterie, der kunne omdanne druesukker til energibærende ATP-molekyler), uden at fordøje den. Disse indgår stadig som organeller i alle eukaryotiske celler, sommetider i reduceret form. Senere hen har nogle eukaryoter, der allerede indeholdt mitokondrier, opslugt nogle cyanobakterie-lignende organismer, og dette førte til dannelsen af grønkorn i alger og planter. Der findes også alger, der er opstået af senere endosymbiotiske begivenheder, ved at de har opslugt en anden eukaryot alge og på den måde har udviklet et "andengenerations-organel".

## Morfologi
Bakterier udviser en stor variation af former og størrelser, kaldet morfologier. Bakterielle celler har en størrelse på ca. en tiendedel af en eukaryot celle og er typisk 0,5–5,0 mikrometer lange. Undtagelsesvist er nogle få arter — for eksempel, Thiomargarita namibiensis og Epulopiscium fishelsoni — op til en halv millimeter lange og er synlige for det blotte øje; E. fishelsoni når op på 0,7 mm. Blandt de mindste bakterier er medlemmerne af slægten Mycoplasma, som kun måler 0,3 mikrometer, på størrelse med de største vira. Nogle bakterier kan være endnu mindre, men disse ultramikrobakterier er ikke godt undersøgt.
De fleste bakterier er enten kugleformede, kaldet kokker (latin sing. coccus, fra græsk κόκκος-kókkos, korn, frø), eller stavformede, kaldet baciller (latin sing. bacillus, fra latin baculus, stav). Bakterier er aflange i forbindelse med svømning. Nogle stavformede bakterier, kaldet vibrio, er svagt buede eller komma-formede; andre kan være spiralformede, kaldet spiriller, eller stramt oprullede, kaldet spirokæter. Et lille antal arter er tetraeder- eller terningformede. Fornylig har man opdaget bakterier dybt under jordens skorpe, som gror som lange stave med et stjerneformet tværsnit. Disse bakteriers store overflade i forhold til rumfang må være en fordel for dem i næringsfattige omgivelser. Denne store variation af former er bestemt af den bakterielle cellevæg og cytoskelet og er vigtig, fordi den kan påvirke bakteriens evne til at skaffe næring, hæfte sig til overflader, svømme gennem væsker og undslippe rov.
Mange arter af bakterier lever som enkeltvise celler, mens andre samler sig i karakteristiske mønstre: Neisseria danner par, såkaldte diploider, Streptococcus danner kæder, og Staphylococcus grupperer sig som en "drueklase". Bakterier, som f.eks. Actinobacteria, danner lange tråde (filamenter), som ofte kan være omsluttet af et hylster med mange individuelle celler. Visse typer, så som arter af slægten Nocardia, danner endda komplekse grenede filamenter i stil med visse svampes mycelie.
Bakterier klæber sig ofte til overflader som en tæt film kaldet biofilm. Sådanne film kan have en tykkelse på få mikrometer op til en halv meter og kan indeholde flere bakteriearter, protister og arkæer. Bakterier, der lever i biofilm, udviser et komplekst system af celler og bestanddele mellem cellerne, der kan danne sekundære strukturer så som mikrokolonier med et netværk af kanaler for næringsstoffer. I naturlige miljøer såsom jord eller planters overflader er flertallet af bakterier bundet til overfladen i biofilm. Biofilm er også vigtige inden for medicin, da disse strukturer ofte er tilstede ved kroniske bakterie-infektioner eller infektioner på implantater, og bakterier, der er beskyttet i en biofilm er meget sværere at bekæmpe end enkeltvise bakterier.
Det er nogle gange muligt med endnu mere komplekse ændringer. For eksempel kan Myxobacteria ved mangel på næringsstoffer søge efter celler omkring dem i en proces kaldet quorum sensing. Cellerne vandrer hen imod hinanden og samler sig som ét nærende legeme op til 500 mikrometer stort med omkring 100.000 bakterieceller. I disse nærende legemer udfører bakterierne hver sin opgave, og dette samarbejde er en simpel type flercellet organisme. For eksempel vil cirka hver tiende celle vandre op til toppen af sådan et nærende legeme og specialisere sig til et dvalende stadium kaldet myxospores, som er mere modstandsdygtig over for udtørring og andre miljømæssige forhold end de almindelige celler.

## Cellestrukturer

### Indre celleopbygning
Bakterier er omgivet af en cellevæg, eller cellemembran, bestående af lipider. Membranen omslutter cellens indhold og fungerer som en barriere for at holde næringsstoffer, proteiner og andre vigtige bestanddele af cytoplasmaet inden for cellen. Da bakterier er prokaryoter, indeholder de hverken en cellekerne eller organeller, der er omgivet af en membran som for eksempel grønkorn og mitokondrier, eller andre organeller i eukaryoter såsom Golgiapparat eller endoplasmatisk reticulum. Cellevæggen er også opbygget helt anderledes end hos planter.
Tidligere anså man bakterier for blot at være et simpelt hylster for cytoplasma, men opdagelsen af bestanddele i cellen såsom et prokaryot cytoskelet, og særlige placeringer af proteinet i cytoplasmaet har vist en større grad af kompleksitet. Disse indre celle-områder kaldes "bakterielle hyperstrukturer". Mere specialiserede strukturer som f.eks. carboxysomet er omgivet af polyeder-formede proteinskaller i stedet for lipidmembraner. Det er i disse "polyeder-organeller", bakteriens metabolisme foregår, mens det hos eukaryoter foregår i membran-afgrænsede organeller.
Mange biokemiske processer, så som energitransport, foregår ved, at molekyler diffunderer igennem membraner, et princip, der også anvendes i batterier. Det generelle fravær af indre membraner i bakterier betyder, at reaktioner såsom elektrontransport foregår igennem cellemambranen mellem cytoplasmaet og periplasmaet.

### Bakteriers DNA
Arvematerialet er et cirkulært DNA-molekyle og eventuelt et eller flere plasmider. Der er ikke nogen decideret cellekerne, men inden i cellen er der et kromosom samt plasmider. En bakteries genom kan være mellem 139.000 og 13 millioner basepar. I forhold til eukaryote organismer indeholder en bakteries (og andre prokaryote celler) genom kun information for dannelse af meget få proteiner, det kan være enzymer. Det vil altså sige at der ikke sker nær så mange biokemiske processer i bakterier som i eukaryote celler.
Et plasmid er et lille stykke cirkulært DNA som kun indeholder gener. Hvis de findes i en bakterie eller en encellet eukaryot kan plasmidet kopieres uafhængigt af den replikation cellen ellers foretager. Dette plasmid kan, hvis det indeholder gener for for eksempel antibiotikaresistens, gøre at bakterien er resistent over for antibiotika. Bakterien kan kopiere plasmidet og overføre det til andre bakterier som så også er resistente mod antibiotika.
Celledeling sker meget hurtigt hos bakterier. Det er samtidig en meget simpel proces. Det fungerer ligesom eukaryoternes mitose (bakteriekromosomet og plasmiderne fordobles og cellen deler sig i to identiske celler). Det er på grund af bakteriers evne til at formere sig så hurtigt at det er en god idé at stille madvarer i køleskabet. Hvis forholdene er helt rigtige er bakterier nemlig i stand til at formere sig på blot to timer. De fleste bakteriers enzymer fungerer dårligt ved køleskabstemperatur samt ved vands kogepunkt. Bakterier har dog en stor tilpasningsevne, hvilket også hænger sammen med at de kan udveksle plasmider og derved arvemateriale. Denne udveksling af arvemateriale skaber stor variation blandt bakterier og det kan udnyttes godt, blandt andet til at rense forurenede marker. Det kan dog også være skidt for mennesker, da nogle bakterier gør os syge. Før i tiden kunne man behandle bakterieinfektioner med antibiotika, men nu har nogle bakterier udviklet et resistent gen over for antibiotika hvilket gør, at antibiotikaen ikke altid slår bakterierne ihjel længere.

## Metabolisme
Bakterier udviser en ekstrem variation inden for metabolisme.
Traditionelt har man defineret bakteriers taksonomi ud fra deres type af metabolisme, men denne opdeling stemmer ofte ikke overens med den moderne genetiske klassifikation.
Bakteriers metabolisme karakteriseres på basis af tre overordnede kriterier: Energikilden, kulstofkilden og elektrondonoren.
| Type        | Energikilde         | Kulstofkilde                                                              | Eksempler                                                           |
| ----------- | ------------------- | ------------------------------------------------------------------------- | ------------------------------------------------------------------- |
| Fototrofi   | Sollys              | Organisk materiale (fotoheterotrof) eller kulstoffiksering (fotoautotrof) | Cyanobakterier, Grønne svovlbakterier, Chloroflexi, Purpurbakterier |
| Litotrofi   | Uorganisk materiale | Organisk materiale (litoheterotrof) eller kulstoffiksering (litoautotrof) | Thermodesulfobacteria, Hydrogenophilaceae, Nitrospirae              |
| Organotrofi | Organisk materiale  | Organisk materiale (kemoheterotrof) eller kulstoffiksering (kemoautotrof) | Bacillus, Clostridium, Enterobacteriaceae                           |

En bakteries kulstofmetabolisme er enten heterotrof, hvor kulstofkilden er organisk materiale, eller autotrof, hvor kulstoffet fikseres fra luftens kultveilte. Heterotrofe bakterier omfatter også forskellige typer af parasitter. Typiske autotrofe bakterier er de fototrofe cyanobacteria, grønne svovlbakterier og visse purple bacteria, men også mange kemolitotrofe arter som f.eks.nitrifierende eller svovl-oxiderende bakterier.

## Patogene bakterier
Bakterier som salmonella, listeria, E. coli og campylobacter kan alle være årsag til madforgiftning. Campylobacter er den hyppigste årsag til madforgiftning i Danmark med 3.728 rapporterede tilfælde. På Mads Clausen Instituttet ved Syddansk Universitet er man ved at udvikle en "bakteriescanner", der skal være i stand til at finde og identificere de enkelte typer af bakterier i madvarer på få sekunder. I dag tager det fra to til fem dage at undersøge og analysere forekomsten af bakterier i madvarer.

## Fodnoter
1. ↑  Fredrickson JK; Zachara JM; Balkwill DL;  et al. (2004). "Geomicrobiology of high-level nuclear waste-contaminated vadose sediments at the Hanford site, Washington state". Applied and Environmental Microbiology. 70 (7): 4230-41. doi:10.1128/AEM.70.7.4230-4241.2004. ISSN 0099-2240. PMC 444790. PMID 15240306.
2. ↑  Porter JR (1976). "Antony van Leeuwenhoek: tercentenary of his discovery of bacteria". Bacteriological Reviews. 40 (2): 260-9. PMC 413956. PMID 786250.
3. ↑  van Leeuwenhoek A (1684). "An abstract of a letter from Mr. Anthony Leevvenhoek at Delft, dated Sep. 17, 1683, Containing Some Microscopical Observations, about Animals in the Scurf of the Teeth, the Substance Call'd Worms in the Nose, the Cuticula Consisting of Scales". Philosophical Transactions (1683–1775). 14 (155-166): 568-574. doi:10.1098/rstl.1684.0030. Hentet 2007-08-19.{{cite journal}}:  CS1-vedligeholdelse: url-status (link)
4. ↑  van Leeuwenhoek A (1700). "Part of a Letter from Mr Antony van Leeuwenhoek, concerning the Worms in Sheeps Livers, Gnats, and Animalcula in the Excrements of Frogs". Philosophical Transactions (1683–1775). 22 (260-276): 509-518. doi:10.1098/rstl.1700.0013. Hentet 2007-08-19.{{cite journal}}:  CS1-vedligeholdelse: url-status (link)
5. ↑  van Leeuwenhoek A (1702). "Part of a Letter from Mr Antony van Leeuwenhoek, F. R. S. concerning Green Weeds Growing in Water, and Some Animalcula Found about Them". Philosophical Transactions (1683–1775). 23 (277-288): 1304-11. doi:10.1098/rstl.1702.0042. Hentet 2007-08-19.{{cite journal}}:  CS1-vedligeholdelse: url-status (link)
6. ↑  Ehrenberg's Symbolae Physioe. Animalia evertebrata. Decas prima. Berlin, 1828.
7. ↑  "The Status of the Generic Term Bacterium Ehrenberg 1828". PMID 16559906. {{cite journal}}: Cite journal kræver |journal= (hjælp)
8. ↑  EHRENBERG (C.G.): Dritter Beitrag zur Erkenntniss grosser Organisation in der Richtung des kleinsten Raumes. Physikalische Abhandlungen der Koeniglichen Akademie der Wissenschaften zu Berlin aus den Jahren 1833-1835, 1835, pp. 143-336.
9. ↑  "Pasteur's Papers on the Germ Theory". LSU Law Center's Medical and Public Health Law Site, Historic Public Health Articles. Hentet 2006-11-23.
10. ↑  "The Nobel Prize in Physiology or Medicine 1905". Nobelprize.org. Hentet 2006-11-22.
11. ↑  O'Brien S, Goedert J (1996). "HIV causes AIDS: Koch's postulates fulfilled". Curr Opin Immunol. 8 (5): 613-8. doi:10.1016/S0952-7915(96)80075-6. PMID 8902385.
12. ↑  Thurston A (2000). "Of blood, inflammation and gunshot wounds: the history of the control of sepsis". Aust N Z J Surg. 70 (12): 855-61. doi:10.1046/j.1440-1622.2000.01983.x. PMID 11167573.
13. ↑  Schwartz R (2004). "Paul Ehrlich's magic bullets". N Engl J Med. 350 (11): 1079-80. doi:10.1056/NEJMp048021. PMID 15014180.
14. ↑  "Biography of Paul Ehrlich". Nobelprize.org. Hentet 2006-11-26.
15. ↑  Woese C, Fox G (1977). "Phylogenetic structure of the prokaryotic domain: the primary kingdoms". Proc Natl Acad Sci USA. 74 (11): 5088-90. doi:10.1073/pnas.74.11.5088. PMC 432104. PMID 270744.
16. ↑  Woese CR, Kandler O, Wheelis ML (1990). "Towards a natural system of organisms: proposal for the domains Archaea, Bacteria, and Eucarya". Proceedings of the National Academy of Sciences of the United States of America. 87 (12): 4576-9. Bibcode:1990PNAS...87.4576W. doi:10.1073/pnas.87.12.4576. PMC 54159. PMID 2112744.{{cite journal}}:  CS1-vedligeholdelse: Flere navne: authors list (link)
17. ↑  Schopf J (1994). "Disparate rates, differing fates: tempo and mode of evolution changed from the Precambrian to the Phanerozoic". Proc Natl Acad Sci USA. 91 (15): 6735-42. Bibcode:1994PNAS...91.6735S. doi:10.1073/pnas.91.15.6735. PMC 44277. PMID 8041691.
18. ↑  DeLong E, Pace N (2001). "Environmental diversity of bacteria and archaea". Syst Biol. 50 (4): 470-8. doi:10.1080/106351501750435040. PMID 12116647.
19. ↑  Brown JR, Doolittle WF (1997). "Archaea and the prokaryote-to-eukaryote transition". Microbiology and Molecular Biology Reviews. 61 (4): 456-502. PMC 232621. PMID 9409149.
20. ↑  Poole A, Penny D (2007). "Evaluating hypotheses for the origin of eukaryotes". Bioessays. 29 (1): 74-84. doi:10.1002/bies.20516. PMID 17187354.
21. ↑  Dyall S, Brown M, Johnson P (2004). "Ancient invasions: from endosymbionts to organelles". Science. 304 (5668): 253-7. doi:10.1126/science.1094884. PMID 15073369.{{cite journal}}:  CS1-vedligeholdelse: Flere navne: authors list (link)
22. ↑  Lang B, Gray M, Burger G (1999). "Mitochondrial genome evolution and the origin of eukaryotes". Annu Rev Genet. 33: 351-97. doi:10.1146/annurev.genet.33.1.351. PMID 10690412.{{cite journal}}:  CS1-vedligeholdelse: Flere navne: authors list (link)
23. ↑  McFadden G (1999). "Endosymbiosis and evolution of the plant cell". Curr Opin Plant Biol. 2 (6): 513-9. doi:10.1016/S1369-5266(99)00025-4. PMID 10607659.
24. ↑  Newly-Discovered Species of Bacterium is Visible to Naked Eye. Science News 2022
25. ↑  Schulz H, Jorgensen B (2001). "Big bacteria". Annu Rev Microbiol. 55: 105-37. doi:10.1146/annurev.micro.55.1.105. PMID 11544351.
26. ↑  Williams, Caroline (2011). "Who are you calling simple?". New Scientist. 211 (2821): 38-41. doi:10.1016/S0262-4079(11)61709-0.
27. ↑  Robertson J, Gomersall M, Gill P. (1975). "Mycoplasma hominis: growth, reproduction, and isolation of small viable cells". J Bacteriol. 124 (2): 1007-18. PMC 235991. PMID 1102522.{{cite journal}}:  CS1-vedligeholdelse: Flere navne: authors list (link)
28. ↑  Velimirov, B. (2001). "Nanobacteria, Ultramicrobacteria and Starvation Forms: A Search for the Smallest Metabolizing Bacterium". Microbes and Environments. 16 (2): 67-77. doi:10.1264/jsme2.2001.67.
29. ↑  Dusenbery, David B. (2009). Living at Micro Scale, pp.20–25. Harvard University Press, Cambridge, Mass. ISBN 978-0-674-03116-6.
30. ↑  Fritz I, Strömpl C, Abraham W (2004). "Phylogenetic relationships of the genera Stella, Labrys and Angulomicrobium within the 'Alphaproteobacteria' and description of Angulomicrobium amanitiforme sp. nov". Int J Syst Evol Microbiol. 54 (Pt 3): 651-7. doi:10.1099/ijs.0.02746-0. PMID 15143003. Arkiveret fra originalen 10. oktober 2008. Hentet 8. marts 2012.{{cite journal}}:  CS1-vedligeholdelse: Flere navne: authors list (link)
31. ↑  Wanger, G; Onstott, TC; Southam, G (2008). "Stars of the terrestrial deep subsurface: A novel 'star-shaped' bacterial morphotype from a South African platinum mine". Geobiology. 6 (3): 325-30. doi:10.1111/j.1472-4669.2008.00163.x. PMID 18498531.
32. ↑  Cabeen M, Jacobs-Wagner C (2005). "Bacterial cell shape". Nat Rev Microbiol. 3 (8): 601-10. doi:10.1038/nrmicro1205. PMID 16012516.
33. ↑  Young K (2006). "The selective value of bacterial shape". Microbiol Mol Biol Rev. 70 (3): 660-703. doi:10.1128/MMBR.00001-06. PMC 1594593. PMID 16959965.
34. ↑  Douwes K, Schmalzbauer E, Linde H, Reisberger E, Fleischer K, Lehn N, Landthaler M, Vogt T (2003). "Branched filaments no fungus, ovoid bodies no bacteria: Two unusual cases of mycetoma". J Am Acad Dermatol. 49 (2 Suppl Case Reports): S170-3. doi:10.1067/mjd.2003.302. PMID 12894113.{{cite journal}}:  CS1-vedligeholdelse: Flere navne: authors list (link)
35. ↑  Donlan R (2002). "Biofilms: microbial life on surfaces". Emerg Infect Dis. 8 (9): 881-90. PMC 2732559. PMID 12194761.
36. ↑  Branda S, Vik S, Friedman L, Kolter R (2005). "Biofilms: the matrix revisited". Trends Microbiol. 13 (1): 20-6. doi:10.1016/j.tim.2004.11.006. PMID 15639628.{{cite journal}}:  CS1-vedligeholdelse: Flere navne: authors list (link)
37. ↑  Davey M, O'toole G (2000). "Microbial biofilms: from ecology to molecular genetics". Microbiol Mol Biol Rev. 64 (4): 847-67. doi:10.1128/MMBR.64.4.847-867.2000. PMC 99016. PMID 11104821.
38. ↑  Donlan RM, Costerton JW (2002). "Biofilms: survival mechanisms of clinically relevant microorganisms". Clin Microbiol Rev. 15 (2): 167-93. doi:10.1128/CMR.15.2.167-193.2002. PMC 118068. PMID 11932229.
39. ↑  Shimkets L (1999). "Intercellular signaling during fruiting-body development of Myxococcus xanthus". Annu Rev Microbiol. 53: 525-49. doi:10.1146/annurev.micro.53.1.525. PMID 10547700.
40. ↑  Kaiser D (2004). "Signaling in myxobacteria". Annu Rev Microbiol. 58: 75-98. doi:10.1146/annurev.micro.58.030603.123620. PMID 15487930.
41. ↑  Berg JM, Tymoczko JL Stryer L (2002). Molecular Cell Biology (5th udgave). WH Freeman. ISBN 0-7167-4955-6.
42. 1 2  Gitai Z (2005). "The new bacterial cell biology: moving parts and subcellular architecture". Cell. 120 (5): 577-86. doi:10.1016/j.cell.2005.02.026. PMID 15766522.
43. ↑  Shih YL, Rothfield L (2006). "The bacterial cytoskeleton". Microybiology and Molecular Biology Reviews. 70 (3): 729-54. doi:10.1128/MMBR.00017-06. PMC 1594594. PMID 16959967.
44. ↑  Norris V; den Blaauwen T; Cabin-Flaman A;  et al. (2007). "Functional taxonomy of bacterial hyperstructures". Microbiology and Molecular Biology Reviews. 71 (1): 230-53. doi:10.1128/MMBR.00035-06. PMC 1847379. PMID 17347523.
45. ↑  Kerfeld CA; Sawaya MR; Tanaka S;  et al. (2005). "Protein structures forming the shell of primitive bacterial organelles". Science. 309 (5736): 936-8. doi:10.1126/science.1113397. PMID 16081736.
46. ↑  Bobik, T. A. (2007). "Bacterial Microcompartments" (PDF). Microbe. Am Soc Microbiol. 2: 25-31. Arkiveret fra originalen (PDF) 2. august 2008. Hentet 9. december 2011.
47. ↑  Bobik, T. A. (2006). "Polyhedral organelles compartmenting bacterial metabolic processes". Applied Microbiology and Biotechnology. 70 (5): 517-25. doi:10.1007/s00253-005-0295-0. PMID 16525780.
48. ↑  Yeates TO, Kerfeld CA, Heinhorst S, Cannon GC, Shively JM (2008). "Protein-based organelles in bacteria: carboxysomes and related microcompartments". Nat. Rev. Microbiol. 6 (9): 681-91. doi:10.1038/nrmicro1913. PMID 18679172.{{cite journal}}:  CS1-vedligeholdelse: Flere navne: authors list (link)
49. ↑  Harold FM (1972). "Conservation and transformation of energy by bacterial membranes". Bacteriological Reviews. 36 (2): 172-230. PMC 408323. PMID 4261111.
50. ↑  Nealson K (1999). "Post-Viking microbiology: new approaches, new data, new insights". Orig Life Evol Biosph. 29 (1): 73-93. doi:10.1023/A:1006515817767. PMID 11536899.
51. ↑  Xu J (2006). "Microbial ecology in the age of genomics and metagenomics: concepts, tools, and recent advances". Mol Ecol. 15 (7): 1713-31. doi:10.1111/j.1365-294X.2006.02882.x. PMID 16689892.
52. ↑  Hellingwerf K, Crielaard W, Hoff W, Matthijs H, Mur L, van Rotterdam B (1994). "Photobiology of bacteria". Antonie Van Leeuwenhoek. 65 (4): 331-47. doi:10.1007/BF00872217. PMID 7832590.{{cite journal}}:  CS1-vedligeholdelse: Flere navne: authors list (link)
53. ↑  www.ssi.dk Campylobacter Hentet 29. feb. 2016
54. ↑  www.dtu.dk DTU Annual Report 2012 Arkiveret 22. februar 2014 hos  Wayback Machine Hentet 29. feb. 2016
55. ↑  www.sdu.dk Dårlig mad kan opdages langt tidligere (feb. 2014) Arkiveret 25. februar 2014 hos  Wayback Machine Hentet 29. feb. 2016